# Загоруйко, Виктор Афанасьевич
Виктор Афанасьевич Загоруйко (род. 23 апреля 1951, Красный Луч, Ворошиловградская область) — советский, украинский и российский виноградарь и винодел, учёный-энолог, доктор технических наук (1990), профессор (1995), «Заслуженный деятель науки и техники АР Крым» (2001), «Заслуженный деятель науки и техники Украины» (2006). Директор института, с 2014 года — заведующий лабораторией коньяка ФГБУН «ВННИИВиВ „Магарач“ РАН». Лауреат премий: Ленинского комсомола (1984), Государственной премии Украины в области науки и техники (1992), Совета Министров АР Крым (2002), Украинской академии аграрных наук (2003), Республики Крым (2023).

## Биография
Родился 23 апреля 1951 года в городе Красный Луч Луганской области. Окончил Одесский технологический институт пищевой промышленности им. М. В. Ломоносова по специальности «Технология виноделия», с 1974 года работает в винодельной отрасли, начинал в совхоз-заводе «Новоджанкойский» технологом-виноделом. С 1980 года работает в институте «Магарач»; прошёл путь от младшего научного сотрудника до директора института (2013). С 2014 года — заведующий лабораторией коньяка ФГБУН «ВННИИВиВ „Магарач“ РАН».
Кандидат технических наук (1983), его учителями и наставниками были кандидат технических наук Беляков В. С., профессор Зинченко В. И. и профессор Валуйко Г. Г.. Доктор технических наук (1990), профессор, известный ученый в области технологии, химии, биохимии, микробиологии и оборудования виноделия. Член-корреспондент Национальной аграрной академии наук Украины, академик Академии технологических наук Украины, действительный член Крымской академии наук.
Результаты его исследований были отмечены премией Ленинского комсомола (1984) за работу «Разработка и внедрение технологии интенсивного производства пищевых напитков на основе использования нового препарата коллоидного кремнезёма» в составе коллектива авторов, Государственной премией Украины в области науки и техники (1992), званием «Заслуженный деятель науки и техники АР Крым» (2001), премией Совета Министров АР Крым (2002), премией Украинской академии аграрных наук (2003), званием «Заслуженный деятель науки и техники Украины» (2006).
С 2009 года Виктор Афанасьевич Загоруйко — президент Союза виноделов Крыма. Загоруйко В. А. является соавтором основного законодательного документа виноградно-винодельческой отрасли Закона Украины «О винограде и вине».
После Аннексии Крыма Российской Федерацией принял российское гражданство, продолжил работу в «Магараче». Автор ряда предложений в проекте основного Федерального Закона «О винограде и вине», поправок в Федеральный закон «О государственном регулировании производства и оборота этилового спирта, алкогольной и спиртосодержащей продукции и об ограничении потребления (распития) алкогольной продукции».

## Научная деятельность
Активно проводит исследования поточного осветления сусла и стабилизации вин, термической обработки виноматериалов, сбраживания сусла белым и красным способами и повышения качества вин. Автор книги «Нормы и правила рынка вина Европейского Союза».
В научной школе Загоруйко В. А. защищено 5 докторских, 8 кандидатских диссертаций, подготовлена к защите 1 кандидатская диссертация. Он является членом диссертационного совета Д 900.002.01, членом редакционной коллегии журнала «Магарач». Виноградарство и виноделие".
Им опубликовано более 560 научных работ, в том числе 10 монографий и 75 авторских свидетельств и патентов. Научные работы Загоруйко В. А. широко известны за границей. Свободно владеет французским языком. Успешно представляет крымское виноделие на международных форумах, принимает участие как член жюри в международных конкурсов вин. Участник-эксперт дегустаций вин и коньяков.